# 郑州联勤保障中心
郑州联勤保障中心，位于河南省郑州市，为中国人民解放军联勤保障部队，隶属武汉联勤保障基地。

## 沿革
1977年11月，以武汉军区后勤部临汝基地兵站（中国人民解放军34550部队）为基础，组建了中国人民解放军后勤第33分部（中国人民解放军34603部队），机关驻在郑州市。1985年11月，转隶中国人民解放军总后勤部基地指挥部，改为中国人民解放军总后勤部基地指挥部第一战略后方基地（中国人民解放军59191部队）。1994年3月，中国人民解放军总后勤部基地指挥部第一战略后方基地及其所属驻河南省境内的仓库转隶济南军区后勤部，改为中国人民解放军后勤第33分部（中国人民解放军55201部队）。1999年6月，改称中国人民解放军联勤第33分部。中国人民解放军联勤第33分部驻郑州市。
在深化国防和军队改革中，2016年1月中国人民解放军总后勤部撤销，组建中央军事委员会后勤保障部。中国人民解放军总后勤部武汉后方基地改为中央军事委员会后勤保障部武汉后方基地。
2016年9月13日，中国人民解放军联勤保障部队成立大会在北京八一大楼举行，组建武汉联勤保障基地，作为中央军委联勤保障部队的最高机关，领导无锡、桂林、西宁、沈阳、郑州5个联勤保障中心。

## 机构设置
- 分部：？个
- 参谋部[4]
  - 战勤训练处[4]
  - 直属工作处
- 政治工作部[5]
  - 宣传处[5]
  - 兵员和文职人员处
- 供应处[5]
- 运输投送处[4]
- 卫勤处[4]
- 仓储管理处
- 军事设施建设处
- 科技和信息化处[4]

| 军事代表办事处 - 驻北京铁路局军事代表办事处 - 驻西安铁路局军事代表办事处 …… | 直属单位 - 中国人民解放军中部战区总医院 - 中国人民解放军联勤保障部队第九八〇医院 - 中国人民解放军联勤保障部队第九八一医院 - 中国人民解放军联勤保障部队第九八二医院 - 中国人民解放军联勤保障部队第九八三医院 - 中国人民解放军联勤保障部队第九八四医院 - 中国人民解放军联勤保障部队第九八五医院 - 中国人民解放军联勤保障部队第九八七医院 - 中国人民解放军联勤保障部队第九八八医院 - 中国人民解放军联勤保障部队第九八九医院 - 中国人民解放军联勤保障部队第九九〇医院 - 中国人民解放军联勤保障部队第九九一医院 - 中国人民解放军联勤保障部队北戴河康复疗养中心 - 中国人民解放军联勤保障部队临潼康复疗养中心 - 中国人民解放军联勤保障部队天津康复疗养中心 - 中国人民解放军中部战区疾病预防控制中心 - 某投送基地 …… |

## 历任领导
| 郑州联勤保障中心主任 1. 贾全林 大校（2016年9月—2019年1月） 郑州联勤保障中心副主任 - 崔红军（2016年—） | 郑州联勤保障中心政治委员 1. 刘向东 大校（2016年9月—） 郑州联勤保障中心副政治委员 - 王青云（2016年—） |